# Лемма о вложенных отрезках
Лемма о вложенных отрезках, или принцип вложенных отрезков Коши — Кантора, или принцип непрерывности Кантора — фундаментальное утверждение в математическом анализе, связанное с полнотой поля вещественных чисел.

## Формулировка
Для всякой системы вложенных отрезков
существует хотя бы одна точка {\displaystyle c}, принадлежащая всем отрезкам данной системы.
Если, кроме того, длина отрезков системы стремится к нулю:
то {\displaystyle c} — единственная общая точка всех отрезков данной системы.

### Замечание
Отрезки в формулировке теоремы нельзя заменить на открытые интервалы. Например,
{\displaystyle \bigcap \limits _{n=1}^{\infty }\left(0,{\frac {1}{n}}\right)=\varnothing }

## Доказательство
1) Существование общей точки. Множество левых концов отрезков {\displaystyle \{a_{n}\}} лежит на числовой прямой левее множества правых концов отрезков {\displaystyle \{b_{m}\}}, поскольку
В силу аксиомы непрерывности, существует точка {\displaystyle c}, разделяющая эти два множества, то есть
в частности
Последнее неравенство означает, что {\displaystyle c} — общая точка всех отрезков данной системы.
2) Единственность общей точки.  Пусть длина отрезков системы стремится к нулю. Покажем, что существует только одна точка, принадлежащая всем отрезкам системы. Предположим противное: пусть имеется две различные точки {\displaystyle c} и {\displaystyle c'}, принадлежащие всем отрезкам системы:
Тогда для всех номеров {\displaystyle n} выполняются неравенства:
В силу условия стремления к нулю длин отрезков для любого {\displaystyle \varepsilon >0} для всех номеров {\displaystyle n}, начиная с некоторого будет выполняться неравенство
Взяв в этом неравенстве {\displaystyle \varepsilon ={\frac {1}{2}}|c-c'|>0}, получим
Противоречие. Лемма доказана полностью.

## Лемма о вложенных отрезках и полнота (непрерывность) поля вещественных чисел
Лемма о вложенных отрезках тесно связана с непрерывностью (полнотой) поля вещественных чисел. Так, вышеприведенное доказательство леммы существенно опиралось на аксиому непрерывности. Можно показать, что если упорядоченное поле не является непрерывным, то принцип вложенных отрезков может не иметь места. Например, если взять поле рациональных чисел, которое не является непрерывным, и рассмотреть последовательность вложенных отрезков
концы которых — суть десятичные приближения иррационального числа {\displaystyle {\sqrt {2}}} с недостатком и избытком соответственно с точностью {\displaystyle 1/10^{n},\;n=0,1,2,\ldots }, то окажется, что у этой системы вложенных отрезков нет общей точки.
Более того, можно показать, что принцип вложенных отрезков является одной из эквивалентных формулировок непрерывности поля (и поэтому его называют принципом непрерывности по Кантору). Точнее, имеет место следующее предложение. Для всякого архимедова упорядоченного поля из принципа вложенных отрезков вытекает непрерывность этого поля.